# X Factor Compilation 2012
X Factor Compilation 2012 è una compilation, pubblicata il 6 dicembre 2012. Raccoglie i brani cantati dai concorrenti della sesta edizione di X Factor Italia ed i loro inediti.

## Tracce
1. Chiara Galiazzo – Due respiri – 3:24 – inedito
2. Chiara Galiazzo – Over the Rainbow – 2:48 (Judy Garland)
3. Cixi – Non sono l'unica – 3:55 – inedito
4. Cixi – Turning Tables – 3:13 (Adele)
5. Daniele Coletta – Un giorno in più – 4:05 – inedito
6. Daniele Coletta – Madness – 4:41 (Muse)
7. Davide Merlini – 100000 parole d'amore – 3:47 – inedito
8. Davide Merlini – A chi mi dice – 4:08 (Blue)
9. Frères Chaos – Coltiva l'inverno – 3:42 – inedito
10. Frères Chaos – Somebody That I Used to Know – 3:51 (Gotye)
11. Ics – Autostima (di prima mattina) – 3:18 – inedito
12. Ics – Iodio – 2:21 (Bluvertigo)
13. Akmé – Voglio vederti danzare – 2:45 (Franco Battiato)
14. Mahmood – Master Blaster (Jammin') – 3:37 (Stevie Wonder)
15. Donatella – Timebomb – 2:59 (Kylie Minogue)
16. Nice – L'ultima occasione – 2:51 (Mina)
17. Nicola Aliotta – When I Get You Alone – 3:45 (Robin Thicke)
18. Romina Falconi – Duel – 3:34 (Propaganda)
19. Yendry Fiorentino – Blue Jeans – 3:37 (Lana Del Rey)

## Classifica italiana
| Classifica | Posizione più alta |
| ---------- | ------------------ |
| FIMI       | 2                  |